# Меловое (Белогорский район)
Мелово́е (до 1948 года Бурасха́н; крымскотат. Burashan, Бурасхан) — исчезнувшее село в Белогорском районе Республики Крым (согласно административно-территориальному делению Украины — Автономной Республики Крым), включённое в состав села Цветочное. Сейчас — северо-восточная часть этого села, расположенная на правом берегу Бурульчи.

## История
Наиболее раннее, известное по результатам археологических исследований — скифское городище, просуществовавшее со II в. до н. э. до I в. н. э..
Первое документальное упоминание села встречается в Камеральном Описании Крыма… 1784 года, судя по которому, в последний период Крымского ханства Борулкая входил в Аргынский кадылык Карасубазарского каймаканства. После присоединения Крыма к России (8) 19 апреля 1783 года, (8) 19 февраля 1784 года, именным указом Екатерины II сенату, на территории бывшего Крымского Ханства была образована Таврическая область и деревня была приписана к Симферопольскому уезду. После Павловских реформ, с 1796 по 1802 год, входила в Акмечетский уезд Новороссийской губернии. По новому административному делению, после создания 8 (20) октября 1802 года Таврической губернии, Бурасхан был включён в состав Табулдынской волости Симферопольского уезда.
По Ведомости о всех селениях в Симферопольском уезде состоящих с показанием в которой волости сколько числом дворов и душ… от 9 октября 1805 года в деревне Бурасхан волости числилось 17 дворов и 87 жителей — все крымские татары. На военно-топографической карте генерал-майора Мухина 1817 года деревня Бурасхан обозначена, по неизвестной причине, пустующей. После реформы волостного деления 1829 года деревню Бурахан, как жилую, согласно «Ведомости о казённых волостях Таврической губернии 1829 года», отнесли к Айтуганской волости (преобразованной из Табулдынской). На карте 1836 года в деревне 21 двор, как и на карте 1842 года.
В 1860-х годах, после земской реформы Александра II, деревню приписали к Зуйской волости. В «Списке населённых мест Таврической губернии по сведениям 1864 года», составленном по результатам VIII ревизии 1864 года, Бурасхан — владельческая татарская деревня с 3 дворами, 17 жителями и мечетью при рекѣ Бурульчѣ. По обследованиям профессора А. Н. Козловского начала 1860-х годов, селение «располагалось возле реки Бурульчи и имело родники и ручьи с окружающих гор». На трёхверстовой карте Шуберта 1865—1876 годов в деревне Борасхан обозначено 10 дворов. В «Памятной книге Таврической губернии 1889 года», включившей результаты Х ревизии 1887 года, записан Берасхан с 16 дворами и 86 жителями.
После земской реформы 1890 года Борасхан отнесли к Табулдинской волости. Согласно «…Памятной книжке Таврической губернии на 1892 год», в деревне Борасхан, входившей в Алексеевское сельское общество, было 36 жителей в 8 домохозяйствах (одно — с 10 десятинами, остальные безземельные). По «…Памятной книжке Таврической губернии на 1900 год» в безземельной деревне Борасхан, приписанной к волости для счёта, числилось 40 жителей в 7 домохозяйствах По Статистическому справочнику Таврической губернии. Ч.II-я. Статистический очерк, выпуск шестой Симферопольский уезд, 1915 год, в деревне Борасхан Табулдинской волости Симферопольского уезда числилось 18 дворов со смешанным населением в количестве 86 человек приписных жителей и 8 — «посторонних», из которых 44 мужчины и 50 женщин. В хозяйствах имелось 18 лошадей, 54 вола, 46 коров и 35 голов мелкого скота.
После установления в Крыму Советской власти, по постановлению Крымревкома от 8 января 1921 года была упразднена волостная система и село вошло в состав вновь созданного Карасубазарского района Симферопольского уезда, а в 1922 году уезды получили название округов. 11 октября 1923 года, согласно постановлению ВЦИК, в административное деление Крымской АССР были внесены изменения, в результате которых округа ликвидировались, Карасубазарский район стал самостоятельной административной единицей и село включили в его состав. Согласно Списку населённых пунктов Крымской АССР по Всесоюзной переписи 17 декабря 1926 года, в селе Борасхан, центре упразднённого к 1940 году Борасханского сельсовета Карасубазарского района, числилось 50 дворов, все крестьянские, население составляло 276 человек, из них 227 русских, 42 татарина, 6 армян, 1 немец, действовала русская школа. После образования в 1937 году Зуйского района село включили в его состав.
В 1944 году, после освобождения Крыма от фашистов, 12 августа 1944 года было принято постановление № ГОКО-6372с «О переселении колхозников в районы Крыма» и в сентябре 1944 года в район приехали первые новоселы (212 семей) из Ростовской, Киевской и Тамбовской областей, а в начале 1950-х годов последовала вторая волна переселенцев из различных областей Украины. С 25 июня 1946 года Барасхан в составе Крымской области РСФСР. Указом Президиума Верховного Совета РСФСР от 18 мая 1948 года Барасхан объединили с Карловкой и переименовали в деревню Меловая. 26 апреля 1954 года Крымская область была передана из состава РСФСР в состав УССР.
После ликвидации в 1959 году Зуйского района село включили в состав Белогорского района; после этого, до 1960 года, поскольку в «Справочнике административно-территориального деления Крымской области на 15 июня 1960 года» селение уже не значилось, Меловое присоединили к соседнему селу Цветочному (согласно справочнику «Крымская область. Административно-территориальное деление на 1 января 1968 года» — с 1954 по 1968 годы.

### Динамика численности населения
| - 1805 год — 87 чел. - 1864 год — 17 чел. - 1889 год — 86 чел. - 1892 год — 36 чел. | - 1900 год — 50 чел. - 1915 год — 86/8 чел. - 1926 год — 276 чел. |